# Palazzo Cieri
Il Palazzo Cieri è sito in Via Cieri ad Archi in provincia di Chieti.
Attualmente è adibito ad abitazione privata.

## Storia
Mancanza di fonti storiche rendono impossibile la datazione del palazzo. Ad ogni modo, analizzando i dintorni è ipotizzabile che la fondazione risalga al XVIII secolo come l'adiacente Porta Cieri. Non viene escluso che la costruzione sia stata costruita su di un preesistente edificio come attestano alcuni frammenti di muro a scarpa. Alcuni recenti restauri hanno interessato i paramenti murari e le finiture.

## L'aspetto
Il palazzo è a tre piani. La facciata principale è suddivisa in cinque assi. Le facciate sono realizzate con pietra lavorata e ciottoli. I mattoni vengono utilizzati perlopiù per le paraste. Il portale è contornato da mattoni, ai cui due lati vi sono due paraste che paiono sorreggere il balcone sovrastante.